# دييغو ماكسيمو
دييغو ماكسيمو هو لاعب كرة قدم برازيلي في مركز الدفاع، ولد في 22 أبريل 1986 في البرازيل. لعب مع بوغون شتشين ونادي استقلال أهواز ونادي بيام وحدت خراسان ونادي بيكان ونادي فجر شهيد سباسي.

## وصلات خارجية
- دييغو ماكسيمو على موقع قاعدة بيانات كرة القدم.إي يو (الإنجليزية)
- دييغو ماكسيمو على موقع Soccerway.com (الإنجليزية)